# 조선정
조선정(趙善政, ? ~ 929년)은 대천흥의 제1대 황제(재위: 928년 ~ 929년)이다.

## 생애
조선정은 원래 대장화의 청평관(淸平官)이었다.
928년, 동천절도사(東川節度使) 양간정과 함께 대장화의 황제 정륭단을 죽이고 대장화를 멸망시킨 뒤 황제로 즉위하여 국호를 대천흥이라고 하였다. 연호를 존성(尊聖)이라고 하였다.
929년, 양간정이 조선정을 폐위한 뒤 대천흥을 멸망시키고 황제로 즉위하여 국호를 대의녕이라고 하였다. 조선정은 그 해에 살해되었고, 시호는 도강황제(悼康皇帝)이다.
| 전임 (초대) | 제1대 대천흥 황제 928년 ~ 929년 | 후임 (대천흥 멸망) |